# Powell River (British Columbia)
Powell River ist eine kleine Stadt, die an der Sunshine Coast in British Columbia in Kanada liegt.
Sie befindet sich an der Küste der Straße von Georgia. Von einigen kleineren Dörfern abgesehen ist es die einzige Stadt des qathet Regional District. Im Westen wird Powell River von der Straße von Georgia begrenzt. Im Osten liegen die Coast Mountains und im Norden sowie Süden begrenzen Fjorde die Landschaft. Im Norden der Stadt mündet der gleichnamige Fluss, der den nahegelegenen Fjordsee Powell Lake durchfließt, ins Meer. Der Powell Lake ist einer von nur wenigen meromiktischen Gewässern in Nordamerika.
Durch diese einzigartigen geographischen Bedingungen hat sich Powell River einen Ruf als abgelegene Gemeinschaft erworben, obwohl es in der Nähe von großen Städten an der Küste von British Columbia liegt, wie beispielsweise Vancouver. Die Kleinstadt liegt auf der Route des Highway 101. Dennoch ist die Stadt nur per Flugzeug oder mit der Fähre zu erreichen.
Der Ort wurde nach Israel Wood Powell benannt.
1912 entstand hier die erste Papierproduktion in British Columbia. Die zugehörige historische Industriestadt wurde mit den rund 400 erhaltenen Gebäuden am 6. Juli 1995, unter dem Namen Powell River Townsite Historic District, von der kanadischen Regierung zur National Historic Site of Canada erklärt. Während dieser Gründungs- und Aufbauphase wurde auf die hier ursprünglich lebenden First Nation vom Volk der Tla’amin wenig Rücksicht genommen.

## Demographie
Der Zensus im Jahr 2016 ergab für die Gemeinde eine Bevölkerungszahl von 13.157 Einwohnern, nachdem der Zensus im Jahr 2011 für die Gemeinde noch eine Bevölkerungszahl von 13.165 Einwohnern ergab. Die Bevölkerung ist damit im Vergleich zum letzten Zensus im Jahr 2011 nahezu unverändert, während die Bevölkerung in der Provinz British Columbia gleichzeitig um 5,6 % anwuchs. Im Zensuszeitraum 2006 bis 2011 hatte die Einwohnerzahl noch um 1,6 % zugenommen während sie im Provinzdurchschnitt um 7,0 % zunahm.

## Verkehr
Der Flughafen Powell River (IATA-Flughafencode: YPW, ICAO-Code: CYPW; Transport Canada Identifier: –) liegt am westlichen Rand der Gemeinde und hat nur eine asphaltierte Start- und Landebahn von 1104 Meter Länge.
Die beiden Fährterminals bieten unterschiedliche Verbindungen. Das südlich der Gemeinde gelegene Saltery Bay Ferry Terminal bietet eine Verbindung Richtung Süden entlang dem British Columbia Highway 101 über Sechelt zum Langdale Ferry Terminal und dann nach Vancouver. Das in Powell River gelegene Westview Ferry Terminal bietet zwei Verbindungen auf Inseln vor der Küste. Die kürzere Verbindung bietet Anschluss nach Texada Island und die längere Verbindung zum Little River Ferry Terminal auf Vancouver Island.
Öffentlicher Personennahverkehr wird mit sechs Buslinien durch das „Powell River Regional Transit System“ angeboten, welches von BC Transit in Kooperation betrieben wird. Das System bietet neben den vier örtlichen Verbindungen auch eine regional nach Lund, sowie eine andere zum „Westview Ferry Terminal“ und dann weiter auf Texada Island.

## Söhne und Töchter der Stadt
- Don Thompson (* 1940), Jazzmusiker
- Connie Polman-Tuin (* 1963), Siebenkämpferin
- Tristen Chernove (* 1975), Paracycler
- Kyla Bremner (* 1977), australische Ringerin
- Richard Seeley (* 1979), Eishockeyspieler/-funktionär